# Вльора
Вижте пояснителната страница за други значения на Авлона.
Вльора или Валона (на албански Vlorë или Vlora; на италиански: Valona) е второто по големина пристанище в Албания. Градът е разположен на залив със същото име – Gjol i Vlores (Гьол и Влорес – „Залив Вльора“). Съществува фериботен маршрут между Вльора и италианските морски и пристанищни градове Бриндизи и Отранто в Апулия, които, както и Вльора, са разположени на брега на Адриатическо море. За албанците този град е перлата на албанските курорти, намиращи се на Адриатическо море.
Името на града на български и италиански е Валона, въпреки че днес на албански се нарича Вльора. Валона се нарича градът и през Средновековието.

## История
От града започва единият от западните ръкави на античния път Виа Егнация, който за участниците в кръстоносните походи слага началото на България през средновековието. Вльора е в рамките на т.нар. Валонско княжество.
В Средновековието градът е познат под името Авлона. Според филолога д-р Николай Тодоров първоначално то се произнасяло от местното тракийско население като Главона, впоследствие отпада началният съгласен звук и се преобразува в Авлона.
Той изказва и предположението, че Вльора е някогашното селище Главиния или Главиница, преведено на гръцки като Кефаления. Според историците то е изчезнало и те го търсят в околностите на Вльора, но Тодоров твърди, че е възможно всъщност това да е самият днешен град Вльора, съответно Кефалонският залив да е днешният Валонски залив, на който е разположен Вльора.
Вльора е средище на албанското национално събрание, което обявява независимостта на Албания от Османската империя на 28 ноември 1912 г.
По силата на Лондонския договор Вльора с околността ѝ е обещана на кралство Италия от Антантата.
След края на Втората световна война и до излизането на Албания от Варшавския договор, в близост до града се намира единствената съветска военноморска средиземноморска база - Пашалиман.

## Личности
Починали във Вльора
- Ахмед Ниязи бей (1873-1913), османски военен, младотурчин

## Побратимени градове
- Измир, Турция
- Холивуд, САЩ